# Alfred Bester
Alfred Bester (New York, 18 dicembre 1913 – Doylestown, 30 settembre 1987) è stato un autore di fantascienza statunitense.

## Biografia
Nato a New York nel 1913, si formò all'Università della Pennsylvania dove studiò scienze e chimica. Sposò nel 1936 l'attrice Rolly Goulko e divenne scrittore professionista dopo aver vinto un concorso letterario per dilettanti nel 1939 con L'assioma infranto (The Broken Axiom), racconto pubblicato su Thrilling Wonder Stories. Continuò a pubblicare brevi racconti collaborando con Astounding Science-Fiction e dal 1942 con la DC Comics, scrivendo storie di Superman, Lanterna Verde (Green Lantern) ed altri. Bester scrisse anche per Lee Falk, dedicandosi a personaggi come l'Uomo Mascherato (The Phantom) e Mandrake il mago (Mandrake the Magician). 
Bester terminò la sua collaborazione con Astounding intorno al 1950 quando il suo curatore John Campbell fu distratto da L. Ron Hubbard e dal gruppo Dianetics, precorritore di Scientology. Fu così che Bester iniziò a scrivere per la rivista Galaxy, dove trovò in H. L. Gold un eccellente curatore ed un ottimo amico.
Il suo primo romanzo, oltreché la sua opera più famosa, fu L'uomo disintegrato (The Demolished Man), pubblicato negli Stati Uniti su Galaxy, fra gennaio e marzo del 1952, e vincitore della prima edizione del Premio Hugo come miglior romanzo dell'anno.
Seguì nel 1956 Destinazione stelle (anche noto come La tigre della notte). Il romanzo uscì negli Stati Uniti, sulle pagine di Galaxy, col titolo The Stars My Destination, fra l'ottobre 1956 e il gennaio 1957. Contemporaneamente nel Regno Unito ne compariva l'edizione in volume col titolo Tiger! Tiger!. I sondaggi svolti dalla rivista Locus fra i lettori nei decenni successivi collocarono più volte Destinazione stelle fra i dieci romanzi di fantascienza di ogni tempo più amati dal pubblico americano.
Soltanto nel 1975 Bester diede alle stampe il suo terzo importante romanzo, Connessione computer. L'opera, pubblicata sulle pagine di Analog fra il novembre 1974 e il gennaio 1975 col titolo The Indian Giver, vide la luce nell'edizione in volume nell'autunno 1975, coi titoli Extro nel Regno Unito e The Computer Connection negli Stati Uniti.

## Opere

### Romanzi
- L'inferno è per sempre o L'inferno è eterno (Hell Is Forever, 1942), romanzo breve
- L'uomo disintegrato (The Demolished Man, 1953). Premio Hugo come miglior romanzo
- Who He? (1953; pubblicato anche come The Rat Race)
- Destinazione stelle o La tigre della notte (The Stars My Destination, 1956; Tiger! Tiger!, 1956)
- Connessione computer (The Computer Connection o Extro, 1975)
- Golem100 (Golem100, 1980)
- I simulanti (The Deceivers, 1981)
- Tender Loving Rage, 1991
- Psyconegozio (Psycoshop, 1998, con Roger Zelazny)

### Antologie
- Starburst, 1958.
- The Dark Side of the Earth, 1964.
- An Alfred Bester Omnibus, 1968
- Starlight: The Great Short Fiction of Alfred Bester, 1976
- The Light Fantastic Volume 1: The Short Fiction of Alfred Bester, 1976
- Star Light, Star Bright: The Short Fiction of Alfred Bester, Volume 2, 1976
- The Light Fantastic Volume 2: The Short Fiction of Alfred Bester, 1976
- Stella della sera, 1978; comprende le due antologie The Light Fantastic e Star Light, Star Bright
- Virtual Unrealities, 1997.
- Redemolished, 2000.

### Saggistica
- The Life and Death of a Satellite, 1966

### Altra narrativa breve
- Ms. Found In a Champagne Bottle, raccolto in The Light Fantastic, 1976